# 丰华瞻
丰华瞻（1924年—2005年），浙江崇德人，中国翻译家，丰子恺之子。

## 生平
祖籍浙江鄞县。1945年，毕业于國立中央大学外文系，任北京图书馆编辑。1947年，进北京大学文科研究所深造，次年赴美国加州大学伯克利分校专攻美国文学。1951年回国执教於广东中山大学外文系。1953年，调入复旦大学担任教授。译有《格林童话》等。著有《中西诗歌比较》、《诗歌翻译的几个问题》等。